# من سایه‌ای هستم که رهایت نمی‌کند
من سایه‌ای هستم که رهایت نمی‌کند (به انگلیسی: I'm the shadow that doesn't leave you) (به هندی: Ninu Veedani Needanu Nene) یک فیلم دلهره‌آور رمانتیک تلوگو، محصول سال ۲۰۱۹ هند است که کارگردانی و فیلمنامه آن را کارتیک راجو انجام داده‌است و توسط دایاپانم (Dayapannem) و ویجیسوبرامانیان (Vijisubramanian) تحت نشان ونکاتاداری تاکیس تهیه شده‌است. بازیگران اصلی فیلم ساندیپ کیشان، آنیا سینگ، ونلا کیشور، پراگاتی و مورالی شرما هستند. موسیقی آن توسط اس. تامان ساخته شد و فیلم در روز ۱۲ ژوئیه ۲۰۱۹ اکران شد.